# Gobemouche à pattes jaunes
Muscicapa sethsmithi · Gobemouche de Seth-Smith
Espèce
Statut de conservation UICN

 LC  : Préoccupation mineure
Le Gobemouche à pattes jaunes (Muscicapa sethsmithi), parfois nommé Gobemouche de Seth-Smith, est une espèce de petits oiseaux africains de la famille des Muscicapidae.

## Répartition et habitat
Cet oiseau se rencontre au Cameroun, en République centrafricaine, en République du Congo, en République démocratique du Congo, en Guinée équatoriale, au Gabon, au Nigeria et en Ouganda. Son habitat naturel est les terres basses et humides des forêts subtropicales ou tropicales.

## Dénominations
Ce taxon porte en français les noms vernaculaires ou normalisés suivants : Gobemouche à pattes jaunes, Gobemouche de Seth-Smith.

## Systématique
Le nom valide complet (avec auteur) de ce taxon est Muscicapa sethsmithi (Someren (d), 1922).
L'espèce a été initialement classée dans le genre Pedilorhynchus sous le protonyme Pedilorhynchus epulatus seth-smithi Someren, 1922.